# Ben Cross
Ben Cross, właśc. Harry Bernard Cross (ur. 16 grudnia 1947 w Londynie, zm. 18 sierpnia 2020 w Wiedniu) – angielski aktor teatralny, filmowy i telewizyjny, reżyser, scenarzysta i piosenkarz.

## Życiorys

### Wczesne lata
Urodził się w Londynie w rzymskokatolickiej rodzinie  pielęgniarza/odźwiernego i sprzątaczki. Po raz pierwszy wystąpił na scenie mając dwanaście lat w szkolnym przedstawieniu jako Jezus. W 1962, w wieku piętnastu lat porzucił szkołę Devonport High School for Boys, zarabiał czyszcząc okna oraz jako kelner, stolarz w Welsh National Opera i rekwizytor w Alexandra Theatre w Birmingham. W 1970 wstąpił do londyńskiej Royal Academy of Dramatic Art (RADA), gdzie swoją karierę rozpoczynali m.in.: John Gielgud, Glenda Jackson i Anthony Hopkins.

### Kariera
W 1973 debiutował w komedii Oscara Wilde’a Bądźmy poważni na serio. Potem wystąpił na scenie Duke’s Playhouse w Lancaster w spektaklach: Makbet i Śmierć komiwojażera Arthura Millera. Następnie związał się z Prospect Theatre Company, gdzie zagrał w sztukach: Perykles, książę Tyru, Wieczór Trzech Króli i Królewskie polowanie na słońce (Royal Hunt of the Sun), a także w musicalu Andrew Lloyda Webbera i Tima Rice’a Józef i cudowny płaszcz snów w technikolorze, Equus, Mind Your Head i musicalu Irma La Douce w Haymarket Theatre w Leicester. W 1977 dołączył do Royal Shakespeare Company. W 1978 na scenie West End w Cambridge Theatre wystąpił jako Billy Flynn, błyskotliwy prawnik morderczyni Roxie Hart w musicalu Chicago.
Karierę ekranową rozpoczął od występu w miniserialu NBC Wielkie nadzieje (Great Expectations, 1974) z udziałem Michaela Yorka. Po raz pierwszy trafił na kinowy ekran w wojennym dramacie historycznym Richarda Attenborough O jeden most za daleko (A Bridge Too Far, 1977) u boku Dirka Bogarde, Seana Connery, Jamesa Caana, Gene Hackmana, Roberta Redforda i Anthony’ego Hopkinsa. Uznanie zdobył kreacją Harolda Abrahamsa, brytyjskiego lekkoatlety i sprintera pochodzenia żydowskiego w dramacie Hugh Hudsona Rydwany ognia (Chariots of Fire, 1981), za którą w 1981 został nagrodzony przez Variety Club Awards jako najbardziej obiecujący artysta.
W swoim dorobku filmowym ma także role takie jak Charles Dickens w telewizyjnym dramacie ITV Co ten Dickens! (What the Dickens!, 1983), książę Malagant w melodramacie przygodowym Rycerz króla Artura (First Knight, 1995) u boku Richarda Gere’a, kapitan Nemo w telewizyjnej ekranizacji powieści Juliusza Verne’a Hallmark Dwadzieścia tysięcy mil podmorskiej żeglugi (20,000 Leagues Under the Sea, 1997), Salomon w telefilmie biblijnym Salomon (Solomon, 1997), kardynał Richelieu w adaptacji powieści Aleksandra Dumas Młodzi muszkieterowie (Young Blades, 2001) oraz Rudolf Heß w dokumentalnym filmie telewizyjnym BBC Procesy norymberskie (Nuremberg: Nazis on Trial, 2006).
W 2007 w Bułgarii zrealizował album Frank Sinatra z bułgarskim piosenkarzem Vasilem Petrovem. W filmie J.J. Abramsa Star Trek (2009) wystąpił jako Sarek, ojciec Spocka (Zachary Quinto). W biograficznym melodramacie telewizyjnym Lifetime William i Kate (William & Kate, 2011) zagrał księcia Karola.

## Życie prywatne
W lutym 1977 poślubił modelkę Penelope Butler, z którą ma córkę Lauren (ur. 1978) i syna Richarda Theodore (ur. 23 października 1980). Jednak w lutym 1992 doszło do rozwodu. 27 kwietnia 1996 ożenił się po raz drugi z Michele Moerth, z którą w 2005 się rozwiódł. W 2006 zamieszkał w Sofii. W październiku 2014 został dziadkiem Violet, dziecka jego córki Lauren.

### Śmierć
Zmarł 18 sierpnia 2020 w Wiedniu na raka w wieku 72 lat.

## Filmografia

### Filmy fabularne
- 1972: Wytchnienie (The Reprieve, krótkometrażowy) jako Bolszewik
- 1977: O jeden most za daleko (A Bridge Too Far) jako Kawalerzysta Bins
- 1977: Lina ratownicza do Cathy (Lifeline to Cathy, krótkometrażowy)
- 1981: Rydwany ognia (Chariots of Fire) jako Harold Abrahams
- 1985: L'attenzione jako Alberto
- 1985: Franciszkanie w ruchu oporu (The Assisi Underground) jako Rufino Niccacci
- 1988: Dom na papierze (Paperhouse) jako Dad Madden
- 1988: Bezbożny (The Unholy) jako ks. Michael
- 1989: Przed sklepem jubilera (La Bottega dell'orefice) jako Stefan
- 1991: Oko wdowy (L'Œil de la veuve) jako Nassiri
- 1992: Żywy zapalnik (Live Wire) jako Michaił Rashid
- 1993: Zimny pot (Cold Sweat) jako Mark Cahill
- 1993: Kryminalny zmysł (The Criminal Mind) jako Carlo Augustine
- 1994: Uciec jak najwyżej (The Ascent) jako major Farrell
- 1994: Miłość słodka jak miód (Honey Sweet Love) jako Pearson
- 1995: Kusicielka (Temptress) jako dr Samudaya
- 1995: Rycerz króla Artura (First Knight) jako książę Malagant
- 1996: Ostatnia podróż Roberta Rylandsa (El Último viaje de Robert Rylands) jako Cromer
- 1997: Turbulencja (Turbulence) jako kapitan Samuel Bowen
- 1997: Drabina stanowisk (The Corporate Ladder) jako Jay Williams
- 1997: Najeźdźca (The Invader) jako Renn
- 1999: Wenecki projekt (The Venice Project) jako Rudy Mestry / Bishop Orsini
- 2001: Zakon (The Order) jako major Ben Ner
- 2001: Młodzi muszkieterowie (Young Blades) jako kardynał Richelieu
- 2002: Ona, czyli ja (She Me and Her) jako David Greenbaum
- 2004: Egzorcysta: Początek (Exorcist: The Beginning) jako Semelier
- 2006: Za linią wroga II: Oś zła (Behind Enemy Lines II: Axis of Evil) jako komandor Tim Mackey
- 2006: Champion 2 (Undisputed II: Last Man Standing) jako Steven Parker
- 2006: Zombies (Wicked Little Things) jako Aaron Hanks
- 2007: When Nietzsche Wept jako Josef Breuer
- 2007: Rin Tin Tin (Finding Rin Tin Tin) jako Nikolaus
- 2007: Gatunek 4: Przebudzenie (Species – The Awakening) jako Tom Hollander
- 2008: Wojenny biznes (War, Inc.) jako Medusa Hair
- 2008: Bohater z wyboru (Hero Wanted) jako Cosmo Jackson
- 2009: Star Trek jako Sarek
- 2010: Strażnik (The Guardian, krótkometrażowy) jako sierżant
- 2013: Zwyczajny człowiek (A Common Man) jako DIG
- 2013: Pogromca olbrzyma (Jack the Giant Killer) jako agent Hinton
- 2019: Huragan (The Hurricane Heist) jako Dixon
- 2019: Jarhead: Law of Return jako generał Betz
- 2019: Wildings jako pan Kane
- 2019: The Rest is Ashes jako stary George Smith
- 2022: Egzorcyzmy siostry Ann (Prey for the Devil) jako kardynał Matthews

### Filmy TV
- 1974: Wielkie nadzieje (Great Expectations) jako pan przy piłce
- 1982: Wychodząc z lodu (Coming Out of the Ice) jako generał Tuczaczewski
- 1983: Co ten Dickens! (What the Dickens!) jako Charles Dickens
- 1986: Silny lek (Strong Medicine) jako Martin Taylor
- 1988: Na podbój nieba (Steal the Sky) jako Munir Redfa
- 1989: Nocne życie (Nightlife) jako Vlad
- 1991: She Stood Alone jako William Lloyd Garrison
- 1992: Diamentowy hazard (The Diamond Fleece) jako Rick Dunne / Alex Breuer
- 1993: Embrasse-moi vite! jako Ken MacFerson
- 1993: Les audacieux jako Campagna
- 1995: Diabelska symfonia (Hellfire) jako Marius Carnot
- 1995: Dom, który kupiła Mary (The House That Mary Bought) jako
- 1997: Salomon (Solomon) jako Salomon
- 1997: Dwadzieścia tysięcy mil podmorskiej żeglugi (20,000 Leagues Under the Sea) jako kapitan Nemo
- 1998:  Strażnicy nieba (I guardiani del cielo) jako Michael Shannon / Zadick
- 2002: Czerwony telefon: Obława (The Red Phone: Manhunt) jako Nigel Ballister
- 2003: Czerwony Telefon: Szach i mat (The Red Phone: Checkmate) jako Nigel Ballister
- 2004: Spartakus (Spartacus) jako Glabrus
- 2005: Ikona (Icon) jako Anatoly Grishin
- 2005: Mechanik: Czas zemsty (The Mechanik) jako William Burton
- 2006: Procesy norymberskie (Nuremberg: Nazis on Trial) jako Rudolf Heß
- 2006: Tajna broń SS (S.S. Doomtrooper) jako profesor Ullman
- 2006: Hannibal – największy koszmar Rzymu (Hannibal) jako Fabiusz Maksimus
- 2007: Grendel jako król Hrothgar
- 2008: Jeźdźcy z zaginionego miasta (Lost City Raiders) jako Nicholas Filiminov
- 2009: Piekielne psy (Hellhounds) jako król Leander
- 2011: William i Kate (William & Kate) jako Karol (książę Walii)
- 2011: Supertankowiec (Super Tanker) jako Robert Jordan
- 2012: Czarny las (Black Forest) jako Cazmar

### Seriale TV
- 1973: Wessex Tales jako Matthaus Tina
- 1979: Nieznajomi (Strangers) jako Nick Carmos
- 1979: ITV Playhouse – odc. The Winkler jako Terry Jones
- 1980: Profesjonaliści (The Professionals) jako Stuart
- 1981: Ognistoczerwone drzewa Thiki (The Flame Trees of Thika) jako Ian Crawford
- 1982: Sztuka na dzisiaj (Play for Today) jako
- 1983: Cytadela (The Citadel) jako dr Andrew Manson
- 1984: Dalekie pawilony (The Far Pavilions) jako Simon
- 1986: Strefa mroku (The Twilight Zone) jako Frederick
- 1989: Pościg (Pursuit) jako izraelski brygadzista Generał Benjamin Grossman
- 1991: Dark Shadows jako Barnabas Collins
- 1992: Opowieści z krypty (Tales from the Crypt) jako Benjamin A. Polosky
- 1992: The Ray Bradbury Theater jako Ettil Vyre
- 2000: The Potato Factory jako Ikey Solomon / Reuban Reuban
- 2003: Proces i odwet (Trial & Retribution) jako detektyw Sierżant Taylor Matthews
- 2010: Ben-Hur (Ben Hur) jako cesarz Tyberiusz
- 2011: Lodowiec (Ice) jako Stephan
- 2011: Siostra Hawthorne (Hawthorne)
- 2012: Wojownicze Żółwie Ninja jako dr Mindstrong (głos)
- 2013: Banshee Origins: Kings and Pawns jako Rabbit
- 2013: Wojownicze Żółwie Ninja jako dr Mindstrong (głos)
- 2013–2014: Banshee jako pan Rabbit
- 2018: 12 małp jako Nicodemus
- 2019: Pandora jako Harlan Fried